# Bruno Álvares da Silva Lobo
Bruno Álvares da Silva Lobo (Belém, 21 de outubro de 1884 — Rio de Janeiro, 1945) foi um cientista e médico brasileiro, diretor do Museu Nacional entre 1915 e 1923. Doutourou-se em medicina, na Faculdade de Medicina do Rio de Janeiro, onde também lecionou.
Na gestão do museu, destacou-se por seu envolvimento e investimento na pesquisa em entomologia. Em política, defendeu publicamente o aborto, por exemplo em casos de violência sexual.